# Bordello a Parigi
(Una prostituta del postribolo occupato dai nazisti nella scena finale del film)
Bordello a Parigi (Bordel SS) è un film pornografico del 1978 diretto da José Bénazéraf con Brigitte Lahaie.

## Trama
Nella Francia occupata dai nazisti durante la Seconda guerra mondiale in un postribolo di Parigi frequentato da ufficiali delle SS, un gruppo di prostitute trama contro gli occupanti collaborando con gruppi di partigiani locali. Una donna però, scoperta da un ufficiale donna, verrà sottoposta a durissime torture e sevizie sessuali, ma ben presto, a seguito dello sbarco degli Alleati, anche il bordello parigino sarà liberato dalle angherie degli occupanti.